# Ward (Arkansas)
Ward é uma cidade localizada no estado americano de Arkansas, no Condado de Lonoke.

## Demografia
Segundo o censo americano de 2000, a sua população era de 2580 habitantes.
Em 2006, foi estimada uma população de 3508, um aumento de 928 (36.0%).

## Geografia
De acordo com o United States Census Bureau, a localidade tem uma área de 10,1 km², sem área coberta por água.

## Localidades na vizinhança
O diagrama seguinte representa as localidades num raio de 24 km ao redor de Ward.